# Doris una diva del regime
Doris una diva del regime è una miniserie televisiva italiana del 1991 di Alfredo Giannetti che racconta il cinema italiano durante il Ventennio fascista attraverso la figura di Doris Duranti. La fiction, in due puntate, è andata in onda su Rai 1 il 6 e il 13 ottobre 1991. È tratta dal libro di memorie della Duranti Il romanzo della mia vita del 1987.
È stata replicata nell'agosto 2011 sul canale satellitare Rai Storia nella rubrica Rewind.

## Trama
La miniserie costituisce la biografia romanzata della diva del cinema italiano Doris Duranti, negli anni '30 e '40, nota anche per essere stata l'amante di Alessandro Pavolini, ministro del Minculpop. Dopo il crollo del regime, l'attrice fugge in Svizzera, dove verrà arrestata.